# Сан-Мартіно-далл-Арджине
Сан-Мартіно-далл-Арджине (італ. San Martino dall'Argine) — муніципалітет в Італії, у регіоні Ломбардія, провінція Мантуя.
Сан-Мартіно-далл-Арджине розташований на відстані близько 400 км на північний захід від Рима, 110 км на схід від Мілана, 25 км на захід від Мантуї.
Населення — 1748 осіб (2014).

## Демографія
Населення за роками:

Станом на 1 січня 2023 року в муніципалітеті офіційно проживало 108 іноземців з 12 країн, серед них 24 громадяни країн Євросоюзу та 2 громадяни України.

## Сусідні муніципалітети
- Боццоло
- Гаццуоло
- Маркарія
- Ривароло-Мантовано
- Спінеда